# Heteropoda vespersa
Heteropoda vespersa là một loài nhện trong họ Sparassidae.
Loài này thuộc chi Heteropoda. Heteropoda vespersa được Hugh Davies miêu tả năm 1994.